# Yang-Biao jezici
Yang-Biao jezici (privatni kod: yang), jedna od tri skupine kadai jezika, porodica Tai-Kadai.
Obuhvaća 8 jezika; prije 5) na području Kine i Vijetnama. Predstavnici su: yerong, nekadašnji buyang jezik sada podijeljen na tri jezika: buyang e’ma [yzg]; langnian buyang [yln]; baha buyang [yha]), cun, en, qabiao, laha.

## Klasifikacija
a. Buyang (4):
a1. Istočni (3): Buyang E’ma [yzg], Langnian Buyang, Yerong [yrn] (Kina)
a2. Zapadni (1): Baha Buyang [yha] (Kina)
Cun [cuq] (Kina)
En [enc] (Vijetnam)
Laha [lha] (Vijetnam)
Qabiao [laq] (Vijetnam)

## Vanjske poveznice
- Ethnologue (14th)
- Ethnologue (15th)